# X (álbum de Kylie Minogue)
X é o décimo álbum de estúdio da artista musical australiana Kylie Minogue. O seu lançamento ocorreu em 21 de novembro de 2007 pela Parlophone Records. O disco representa um afastamento musical dos trabalhos anteriores de Minogue, apresentando uma influência de gêneros nunca experimentados pela artista. Tendo como gêneros musicais predominantes o dance-pop, R&B e hip hop, o trabalho possui influências do electro, synthpop e do rock. Liricamente, as faixas refletem vários assuntos, com a cantora afirmando mais tarde que queria que o CD fosse "mais coerente" em relação à direção lírica. As gravações ocorreram entre 2006 e 2007 em estúdios de alguns países da Europa, com a produção musical ficando a cargo de Bloodshy & Avant, Guy Chambers, Cutfather, Cathy Dennis, Freemasons, Calvin Harris, Jonas Jeberg, Kish Mauve, Greg Kurstin, Richard "Biff" Stannard e Eg White.
Optando por restabelecer sua carreira após o lançamento da coletânea Ultimate Kylie (2004) e iniciar a Showgirl: The Greatest Hits Tour (2005), digressão cancelada no começo da parte do Reino Unido e Austrália pela cantora ter sido diagnosticada com câncer de mama, Minogue começou a gravar canções em 2006 com diversos produtores, com o Scissor Sisters afirmando que a artista estava "aberta a coisas diferentes", bem como foi divulgado que Calvin Harris estaria participando do projeto. O trabalho continuou em 2007, ano no qual foram divulgadas versões inacabadas de novas canções da artista, com tabloides dizendo que poderia ser um marketing da editora de Minogue para divulgar o disco. A capa do álbum e as fotos de seu encarte correspondente foram feitas por William Baker, com a primeira recebendo análises prezando sua "estranheza".
X recebeu análises positivas da mídia especializada, a qual elogiou a produção, a escrita inovadora de Minogue e muitos acreditaram que ela era verdadeiramente bem-vinda de volta à cena pop. Entretanto, alguns profissionais ficaram divididos quanto a se o álbum foi para um "retorno", e alguns notaram o tema inconsistente. Obteve um desempenho comercial mediano, atingindo a liderança na tabela da Austrália, enquanto listou-se entre as vinte primeiras posições do Reino Unido, Suíça, Áustria, República Checa, Alemanha e Hungria. Em território estadunidense, entrou na 139ª posição da Billboard 200, comercializando 6 mil cópias em sua primeira semana de lançamento, com a Reuters descrevendo o álbum como um "fracasso". O material recebeu certificação de platina pela Australian Recording Industry Association (ARIA) e British Phonographic Industry (BPI). Em âmbito global, vendeu mais de um milhão de exemplares até julho de 2008.
De X surgiram cinco singles. O primeiro, "2 Hearts", atingiu a primeira posição das tabelas da Austrália e Espanha e teve um sucesso comercial médio, listando-se nas dez primeiras posições em diversos países. O segundo e terceiro, "In My Arms" e "Wow", foram lançados simultaneamente, com o primeiro conseguindo as vinte melhores colocações das paradas de países como Alemanha, Áustria, França, e o segundo as vinte melhores em países como Reino Unido, Irlanda, Austrália, França e Nova Zelândia. Os vídeos musicais de ambas as canções foram lançados no final de janeiro de 2008 pelo Channel 4, com "Wow" tendo que ser reeditado pelo forte uso de luzes. O quarto, "All I See", foi lançado para o território estadunidense, mas só conseguiu entrar nas paradas do Canadá e Hungria. O quinto e último, "The One", foi lançado apenas por venda digital, entrando na parada do Reino Unido e das duas regiões da Bélgica, bem como nas tabelas radiofônicas da Nova Zelândia e Hungria. Para divulgar o disco, a cantora apresentou faixas do disco em seu especial intitulado The Kylie Show, participou de programas de televisão tanto europeus como estadunidenses, e iniciou a turnê KylieX2008, na qual arrecadou 14 milhões de libras na parte inglesa; esta teve um registro gravado com mesmo nome, lançado em dezembro de 2008 como DVD e em julho de 2009 como blu-ray.

## Antecedentes e desenvolvimento

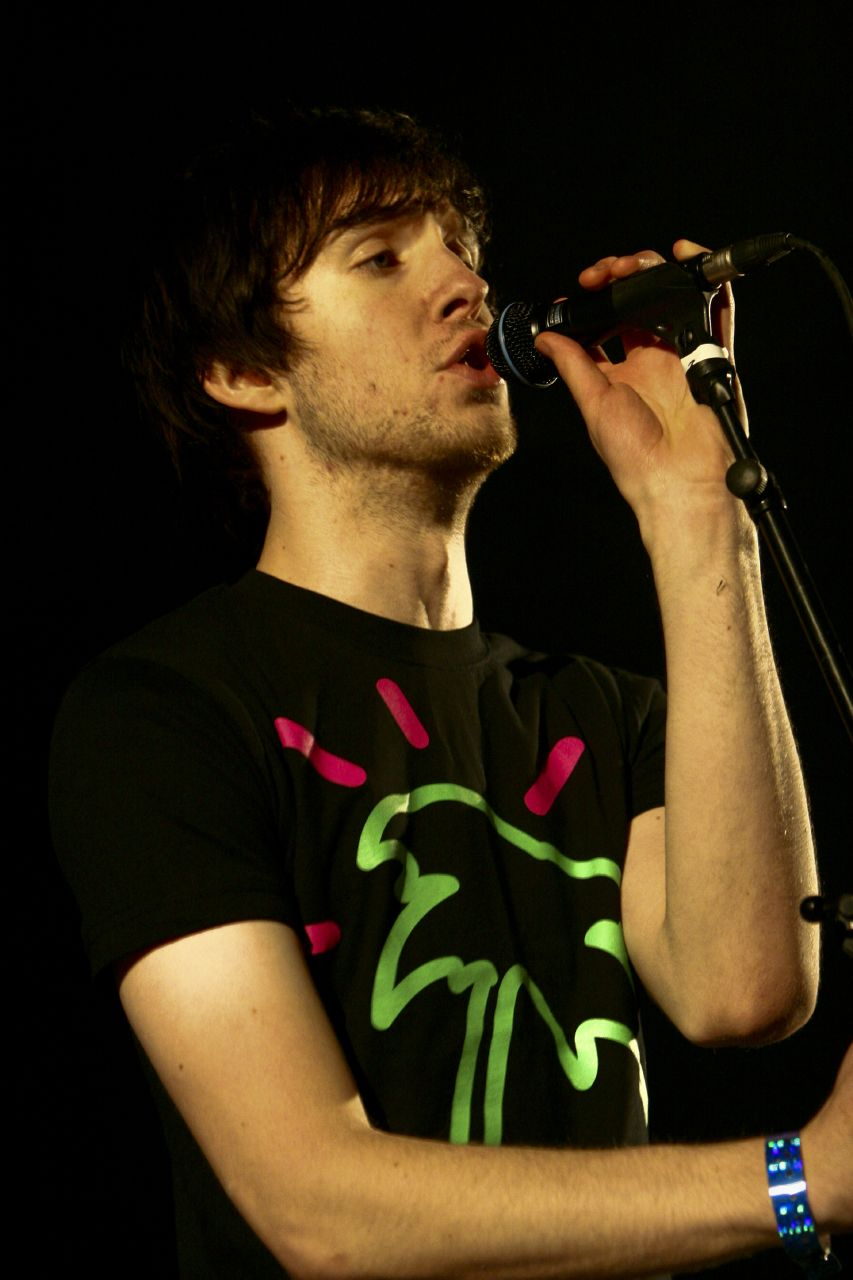
Calvin Harris (imagem) foi um dos produtores que trabalharam em X com Minogue em meados do desenvolvimento do disco.

Em novembro de 2004, a gravadora da artista lançou a coletânea Ultimate Kylie. A mesma foi bem recebida pelos críticos, com a British Phonographic Industry certificando o álbum como platina tripla, pelas vendas de 900 mil unidades, e a Australian Recording Industry Association certificando como platina quádrupla, pelas vendas de 280 mil unidades. Em maio de 2005, enquanto promovia o disco com a turnê Showgirl: The Greatest Hits Tour, a cantora foi diagnosticada com câncer de mama, tendo que cancelar as datas de todos os concertos. Dias depois do diagnóstico, foi submetida a uma cirurgia, e esta conseguiu ser feita, mesmo com ninguém divulgando quanto tempo a recuperação total da artista levaria. Em novembro de 2005, foi anunciada pelo seu promotor de concertos a volta da turnê no final de 2006, a qual se chamaria Showgirl: The Homecoming Tour e teria a Austrália e Reino Unido como partes, por ser estes países os cancelados no meio da primeira turnê. Mais tarde, em julho de 2006, ele disse que a artista estava em estúdio gravando um novo material. A cantora disse no recomeço da turnê que estava "realmente inspirada, mais do que eu estava por um bom tempo", e também disse que "quase não parou" em seu momento de recuperação, pois ela estava registrando novas faixas, fazendo sessões de fotos e gravando novos vídeos para os telões da digressão.
No começo de 2007, uma faixa chamada "Excuse My French" vazou na internet, e levantou dúvidas por parte dos tabloides se seria o primeiro single do disco. Mais tarde, o sítio oficial de Minogue disse em uma postagem que não era a mesma que estava cantando na obra, e que ela "nunca gravou uma canção com este nome", também dizendo que seu décimo álbum não conteria a faixa. No começo de abril de 2007, o produtor escocês Calvin Harris foi divulgado por um portal de notícias como sendo um dos quais estavam trabalhando para o novo álbum da artista, e alegando que isso rapidamente também se transformou em uma amizade entre Kylie e Harris. Pouco depois, o produtor disse em uma entrevista que "ela foi brilhante para trabalhar" com ele, bem como falou que fizeram uma faixa que descreveu como "suja, suada e um pouco errada". Um mês após o pronunciamento, cinco canções da cantora vazaram e foram enviadas para sites de compartilhamento de arquivos, e fãs alegaram em alguns fóruns que um conjunto de três CDs, dos quais continham 49 demos, existiam e que pessoas poderiam encontrá-los. Alguns tabloides disseram que poderia ser um marketing por parte da gravadora de Minogue de vazar as faixas, com Lucy Holmes, uma sósia de Minogue, dizendo que os vazamentos não atrapalhariam as vendas do disco. Além disso, em setembro de 2007, duas faixas intituladas "In the Mood for Love" e "Spell of Love" foram vazadas na internet pelo produtor Mylo em seu sítio oficial, saindo do ar horas depois.

## Gravação e composição
Odeio ter arrependimentos, pois algumas coisas lá são incríveis, mas tinha uma voz mesquinha na minha cabeça que queria que elas fossem um pouco mais coerentes. Perceber as coisas depois que já acontecerem pode ser uma droga. Você pensa: 'eu queria ter pensado nisso ou ter tido mais força de vontade'.

—Minogue em uma entrevista, na qual disse que queria que X e Body Language fossem "mais coerentes" em relação às composições.
A artista conheceu Harris por Jamie Nelson, seu A&R, o qual ouviu os trabalhos do produtor e perguntou se ele gostaria de trabalhar com Minogue. Eles escreveram e gravaram músicas juntos, sendo as que entraram para a edição final "In My Arms" e "Heart Beat Rock". No começo de fevereiro de 2007, foi afirmado que a cantora estaria trabalhando com o disc jockey (DJ) Roger Sanchez, com este dizendo que a cantora estava "se movendo em uma direção diferente". Pouco depois, foi divulgado que o grupo Scissor Sisters estava ajudando Minogue no processo de escrita e gravação do projeto, com Jake Shears, vocalista da banda, dizendo que a musicista "tem bom senso, boa escrita e é incrivelmente aberta a coisas diferentes". A cantora disse que, enquanto estava em sua recuperação do câncer, a mesma "dançava um pouco ao redor da sala de estar", e disse que isto lhe deu muita energia que descreveu como "boa" e que espera que "a minha música faça o mesmo para pessoas que precisam dele tanto quanto eu". Em 2006, durante o processso de gravação do CD, foi divulgado pela cantora Nelly Furtado planos para gravar um dueto entre ela e Minogue para a volta da segunda a música. No entanto, esta não foi gravada, com Minogue dizendo em uma entrevista que a proposta de gravação da canção "está ainda em aberto". Três anos depois do lançamento de X, a cantora disse que queria que este, juntamente com Body Language, fosse "mais coerente" em relação às composições. A cantora ainda falou sobre a retiração de músicas que falavam de sua cura com o câncer do produto final de X, comentando que "estava voltando e tinha feito canções sobre minha experiência, minha doença, e elas não entraram no álbum. Não sei o motivo. Se elas não eram boas o suficiente [ou] se a gravadora não achou que elas eram apropriadas".
Musicalmente, a maior parte do álbum foi identificada como "música dance-pop calculada", com a Allmusic citando "Like a Drug" e "The One", respectivamente a segunda e sétima faixa do álbum, como exemplos. Dave Hughes, da Slant Magazine, comentou sobre a influência R&B do álbum, escrevendo que "[a faixa] 'Speakerphone' é particularmente notória, pelo menos parcialmente, porque o seu som de bateria sutilmente anuncia a intenção deste registro, [que é] flertar com o hip hop de uma forma que é totalmente inadequada para Minogue, e também porque ela afoga sua voz em inundações de vocoder". A primeira canção do álbum é "2 Hearts", o primeiro single do disco que é, musicalmente, uma faixa electro rock. "Like a Drug" é uma canção electro descrita pelo PopMatters como "de alta qualidade", enquanto "In My Arms" é uma canção que contém uma "profusão" de sintetizadores distorcidos. Tom Ewing, da Pitchfork, comentou que o tema "é como uma versão leitora de cassete de Justice". Quarta faixa do disco, "Speakerphone" começa com um número de harpa que é descrita pela Pitchfork como "tentadora", e é conduzida a uma linha do baixo com uma batida impulsionada e Minogue cantando com vocais codificados.
A quinta obra "Sensitized" utiliza amostras de "Bonnie and Clyde", interpretada por Serge Gainsbourg e Brigitte Bardot; já o sexto tema, "Heart Beat Rock", é uma canção derivada do R&B e hip hop, sendo comparada a obras de Gwen Stefani. Segue-se "The One", uma faixa dance-pop de andamento métrico, e contém instrumentação derivada de guitarras e sintetizadores de código morse. A oitava obra do disco, "No More Rain", é uma canção reminiscente a trabalhos da década de 1990 da cantora americana Madonna que apresenta letras com referência a pensamentos de Minogue em relação "a sensação de voltar ao palco". "All I See", uma obra inspirada no R&B, foi citada pelo New York Times, o qual disse que esta "soa como uma música [que] Janet Jackson deve ter gravado". A décima faixa "Stars" tem letras relacionadas ao "significado da vida". "Wow", décima primeira faixa do disco, é uma canção electro que se abre com um piano estridente. O tema foi comparado por vários críticos com "Holiday", da cantora Madonna. A penúltima faixa "Nu-di-ty" é musicalmente derivada do hip hop, e apresenta vocais de apoio "quase gagos" e gritos. A última canção, intitulada "Cosmic", não apresenta efeitos vocais como em outras faixas e "confia em suas esvoaçantes batidas de tambor e hesitantes cordas para puxar o ouvinte". O número bônus "Magnetic Electric" foi descrito pelo sítio GoodRichard como tendo "uma linha de baixo efervescente, distorcida, barulhenta, e um refrão cativante com vocais cauterizantes". "White Diamond", também um bônus do disco, é uma faixa de andamento lento que contém apenas uma instrumentação com um piano.

## Lançamento e capa
No começo de setembro de 2007, a cantora anunciou "2 Hearts" como seu novo single, com o lançamento de X sendo anunciado sete dias depois. O álbum originalmente iria se chamar Magnetic Electric, também nome de uma faixa incluída na versão com faixas bônus do disco. No entanto, fãs em fóruns se referiam ao disco com a letra X, dando o nome a obra. A cantora, um mês antes do lançamento oficial da obra, lançou um mashup com músicas do álbum em seu sítio oficial. Neste, tinha as faixas "2 Hearts", "Like a Drug", "The One" e "In My Arms" juntadas.
A capa do álbum e as imagens de seu encarte foram fotografadas por William Baker. A capa foi lançada juntamente com a pré-venda em 22 de outubro de 2007, e retrata Minogue com cabelos curtos, batom vermelho e cobrindo sua boca com a mão. Robbie Daw, em uma revisão das capas de álbuns de Minogue para o portal Idolator, sentiu que a capa era "super elegante". Da mesma forma, Mike Wass, na mesma publicação, apreciou a "estranheza" do capa.

## Crítica profissional
| Críticas profissionais | Críticas profissionais |
| Pontuações agregadas   | Pontuações agregadas   |
| Fonte                  | Avaliação              |
| ---------------------- | ---------------------- |
| Metacritic             | 65/100                 |
| Avaliações da crítica  |                        |
| Fonte                  | Avaliação              |
| AllMusic               | 3.5 de 5 estrelas.     |
| BBC Music              | favorável              |
| The Guardian           | 3 de 5 estrelas.       |
| The New York Times     | misto                  |
| Pitchfork Media        | 6.6/10                 |
| PopMatters             | 6 de 10 estrelas.      |
| Rolling Stone          | 3.5 de 5 estrelas.     |
| Slant Magazine         | 2.5 de 5 estrelas.     |
| Spin                   | 3.5 de 5 estrelas.     |
| The Village Voice      | favorável              |

X recebeu geralmente análises positivas dos críticos de música. O portal Metacritic, com base em vinte e quatro análises recolhidas, concedeu ao disco uma média de sessenta e cinco pontos, de uma escala que vai até cem, indicando "resenhas geralmente favoráveis". Chris Long, da BBC Music, elogiou o disco como "um álbum embalado com vitalidade e, como sempre dos lançamentos de Kylie, grande quantidade de diversão", notando que a "tendência atual do electro é uma das que sempre irão atender Kylie, e é algo que ela usa certo com X". James Hunter, do The Village Voice, afirmou que "não é a produção, [bem] como ela é abundantemente sexy, que faz com que [o álbum] seja excelente: é como Kylie tem ouvidos para músicas fantásticas pop rock re-estilizadas para 2008, e ela se aproxima delas não meramente com [um] divertido brilho sonoro, mas a música como totalmente vital". Mark Sutherland escreveu para a Billboard que "os produtores hip [...] e compositores pesados de grande impacto [...] estão todos presentes e corretos, mas eles nunca ofuscam a fórmula alegre/pop atrevido/dance de Minogue", condecorando ao álbum um "retorno verdadeiramente bem-vindo". Barry Walters, da Spin, expressou que "normalmente, os ganchos e melodias de X e o zumbido perfeito e que atrai o público adolescente de Minogue consegue [um] êxtase revestido de doces". Em uma resenha para o The New York Times, Kelefa Sanneh comentou que "através de X, não é levantado próprios padrões elevados da Sra. Minogue, que às vezes é encontrado", referindo-se a "Speakerphone", como "uma canção meta-dance, intoxicado com si mesma".
Sharon O'Connell, da Yahoo! Music, descreveu o álbum como "excelente, brilhante, conjunto maliciosamente sofisticado de exercícios de pista de dança completamente modernos, é o registro que esperamos que Girls Aloud possa fazer. Não há transgressões criativas emocionantes e Kylie não vai ganhar um Pulitzer por sua prosa, mas como produções pop vão, é um pêssego". Alexis Petridis, da The Guardian, sentiu que "um monte de canções não parecem ser sobre qualquer coisa", adicionando que "X são negócios como de costume para um álbum de Kylie Minogue: um punhado de grandes faixas cercadas por material que é tão obviamente preenchidas [que] você poderia o injetar em paredes da cavidade e economizar até 33% em suas contas de energia". Similarmente, Peter Robinson, da The Observer, fez uma revisão de X junto com Blackout, álbum de Britney Spears lançado na mesma época, dizendo que "ouvindo faixas animadas, mas frágeis, tais como 'Wow' e 'Sensitized', seria fácil acusar [o] X de Kylie de ser preguiçoso, mas o inverso é mais verdadeiro: este é um álbum tão bem pensado e tão cuidadosamente traçado que, durante a sua construção, qualquer senso de perspectiva parece ter sido perdido. Blackout, no entanto, tem um senso de espontaneidade e divertido estampado em toda a coisa", também dizendo que o disco de Minogue é "apenas uma coleção de faixas ligeiramente acima da média. Um típico 'álbum Kylie', em outras palavras". Jax Spike, da About.com, descreveu o álbum como "uma gloriosa fusão da glam electronica e do dance [que] definitivamente brilha como um grande exemplo da fusão do electropop", enquanto notou que "mesmo que algumas das baladas de X arrastam o disco para baixo as vezes, o álbum como um todo representa um grande retorno para Kylie e definitivamente se move para frente do que ela fez com Light Years e Fever".
Chris True, da Allmusic, relatou que enquanto um pouco do álbum é "muito muito bom", ele disse que o disco "falta — quando tudo é apresentado como um total — o que as últimas coleções [de Minogue] realmente tinham: a consistência". Dave Hughes, da Slant Magazine, argumentou que "um dos aspectos mais contemporâneos (e menos agradáveis) de X é a sua produção dispersa, o que lhe dá a desordem focalmente agrupada em um déficit de atenção mais típico de um registro de Gwen Stefani que o de Minogue". Tom Ewing, da Pitchfork, opinou que "X pode parecer como uma iniciador de revisão para os fãs de Minogue, que ignoraram os últimos anos da parada pop — aqui está um pouco do estilo pop de parque infantil repetitivo de Gwen Stefani; aqui estão alguns cortes em pedaços da nova Britney Spears; aqui está um pouco da ardência de Sugababes. Aqui está o electro disco, cosmic disco, e claramente disco [e] disco, além de acenar para o street dance da década de 1980 e o R&B da década de 2000 [...] como seria de se esperar, nem todos esses estilos se adequam a ela". Evan Sawdey, de PopMatters, afirmou que Minogue está "no fogo para a primeira metade de X", mas rejeitou a segunda metade, que descreveu como "uma longa corrente preenchida de alta classe" e "uma grande lista de músicas esquecíveis". Michael Hubbard, da musicOMH, escreveu que "de X, treze faixas fazem o que as canções Kylie sempre fazem — [se] intensificam até uma batida e obtém energia em torno de letras sem desafios sobre dança, sexo e pouco mais. Juntas elas fazem um álbum que soa caro lançado diretamente [na] base de audiência existente de Kylie", mas concluiu que o álbum é "mais preenchido do que assassino". Robert Christgau deu ao disco a menção honrosa de uma estrela () e deu congratulações a cantora: "um especial feliz aniversário para a ex-ingênua australiana, que acaba de completar 40 anos e ainda pode [com] credibilidade cantar: 'Garoto, você começou isso / Você esta ficando louco pelo meu corpo'". Gilberto Tenório, da Revista O Grito!, disse que "com X, Kylie Minogue não traz nenhuma reviravolta artística, entretanto o disco cumpre bem o papel de divertir e mostra o que ela sabe fazer de melhor: embalar as pistas de dança". Da mesma forma, Aaron M., do Território da Música, comentou que "coroando o renascimento de Minogue, X é um ótimo álbum que deve insistentemente marcar presença nas melhores pistas de dança do planeta".

## Singles
"2 Hearts" foi estreada na BBC Radio 1 em 9 de outubro de 2007, servindo como o primeiro single de X, logo após seu vazamento na internet junto com remixes. Posteriormente, foi disponibilizado na iTunes Store duas versões do single, ambas contendo remixes e os lados B "I Don't Know What It Is" e "King or Queen", em 9 de novembro de 2007. O número foi ainda comercializado em CD single, maxi single e vinil. Comercialmente, a obra obteve um resultado mediano, culminando nas tabelas da Austrália e Espanha e atingindo as dez primeiras colocações em vários países, como Itália, Suécia, Reino Unido, Noruega e Suíça. Seu vídeo musical correspondente foi dirigido por Dawn Shadforth e estreou em 11 de outubro de 2007 no perfil da cantora na rede social MySpace. As cenas retratam Minogue cantando em um palco, com seu visual sendo comparado pelos tabloides com o de Marilyn Monroe.
Para continuar a divulgação do álbum, "In My Arms" e "Wow" foram lançados simultaneamente; o primeiro foi lançado em 15 de fevereiro de 2008 para a Europa, com o segundo sendo emitido para a Austrália e Reino Unido dois dias depois. Todas as versões foram editadas para venda digital, contendo como lados B as canções "Do It Again", "Carried Away" e "Cherry Bomb". Em termos comerciais, ambas as canções tiveram um êxito comercial também médio; "Wow" listou-se entre as vinte mais vendidas em diversos territórios, como na região Flandres da Bélgica, Reino Unido, Irlanda, Austrália, França e Nova Zelândia, enquanto "In My Arms" entrou nas vinte primeiras colocações de países como Alemanha, Áustria, França, Suécia, Suíça e em ambas as regiões da Bélgica. O vídeo musical das obras foram dirigidos por Melina Matsoukas e estreados também juntos em 30 de janeiro de 2008, no canal de televisão Channel 4 do Reino Unido; no entanto, o vídeo de "Wow" foi banido da rede de televisão e teve de ser reeditado dias depois, por ser considerado muito chamativo e por ter efeitos de iluminação estroboscópica.
Especialmente a divulgação do disco em território estadunidense, "All I See" foi lançada para download digital em 11 de março de 2008, servindo como o quarto foco de promoção total de X. Posteriormente, uma versão com o rapper Mims foi enviada para as rádios mainstream e rhythmic da região em 15 de abril de 2008. A obra também foi disponibilizada em um extended play (EP) digital, no qual foi emitido apenas para a Austrália e oito meses depois do lançamento oficial. Comercialmente, a obra não teve sucesso, entrando apenas na 87ª posição da parada do Canadá e na 36ª da Hungria. Seu vídeo musical, filmado totalmente em preto-e-branco e em um fundo branco, foi dirigido por William Baker, sendo filmado em três horas, enquanto Minogue estava no intervalo dos ensaios da turnê KylieX2008, e lançado em 18 de abril de 2008 pelo sítio oficial de Minogue. Este teledisco apresenta Minogue com várias roupas diferentes, juntamente com Marco da Silva, um de seus dançarinos da turnê.
"The One" foi lançada apenas para download digital em vários países como Reino Unido, Alemanha, Itália e Espanha em 25 de julho de 2008, servindo como a quinta e última faixa de trabalho total de X. Mais tarde, foi lançada como um extended play (EP) para a Austrália e em um formato contendo apenas a faixa para a Nova Zelândia. Comercialmente, a obra obteve um desempenho baixo, classificando-se nas trinta melhores posições em territórios como Reino Unido e nas duas regiões da Bélgica, também entrando em paradas radiofônicas, como a da Nova Zelândia, Eslováquia, Hungria e República Checa. Seu vídeo musical, o qual uma das influências foi O Mágico de Oz, foi dirigido por Ben Ib e estreou em 11 de agosto de 2008 na página oficial de Minogue na internet. Apresenta efeitos caleidoscópios, e começa com a exibição da cantora em silhueta, enquanto que o resto do vídeo mostra a mesma cantando a canção.

## Divulgação

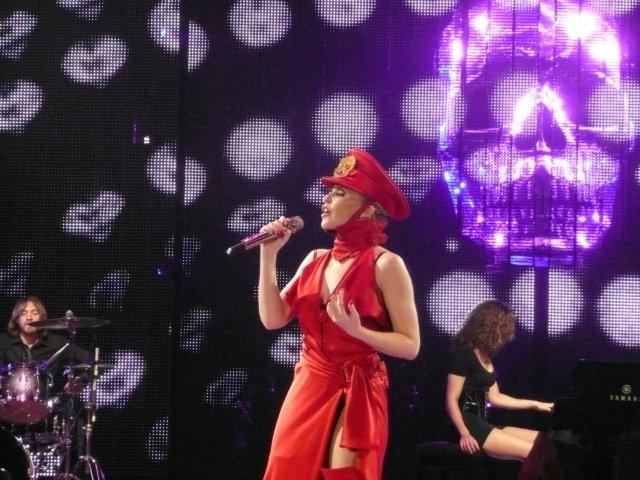
Minogue apresentando "2 Hearts" na turnê KylieX2008.

Antes do lançamento do álbum, Minogue apresentou seis canções do álbum e quatro de suas canções de sucesso em um especial de televisão feito para a própria, intitulado The Kylie Show e transmitido pela ITV em 10 de novembro de 2007. A cantora também juntou-se à Jo Whiley na Radio 1 para uma apresentação especial promovendo o novo álbum, chamado Kylie and Whiley, durante o qual eles recriaram uma cena de Neighbours. Depois do lançamento do disco, a cantora apareceu em janeiro de 2008 no programa televisivo australiano Sunrise.
Para promover o álbum nos Estados Unidos, Minogue apareceu em programas televisivos e shows. Em março de 2008, ela deu uma entrevista ao Today Show with Matt Lauer, também apresentando "All I See" e "Can't Get You Out of My Head" ao vivo nos resultados do programa americano Dancing with the Stars, no mês seguinte; este episódio foi assistido por mais de 17 milhões de pessoas. Minogue se apresentou no The Late Late Show with Craig Ferguson, também aparecendo no The Ellen DeGeneres Show e performou "All I See" no 7 de abril de 2008. Sua última apresentação em território estadunidense foi no Idol Gives Back, um especial da sétima temporada do American Idol no dia seguinte, juntamente com outros dos grandes nomes da música, como Gloria Estefan, Céline Dion, Bono, Annie Lennox, Maroon 5, Emma Bunton, Geri Halliwell e outros. Mesmo com todos estas divulgações do disco na região, a cantora disse que "posso andar na rua aqui [em Los Angeles] e ninguém me reconhece". A cantora também se expressou em relação ao disco meses depois em uma entrevista com o jornal The Sun, no qual disse que estava "desapontada" com este, mas que estava satisfeita com os singles "In My Arms" e "2 Hearts", dizendo que "Dado o tempo que tivemos, é o que é. 'Wow', 'In My Arms', 'The One' e '2 Hearts' são crackers. Elas são muito animadas".

### KylieX2008
Uma turnê em função de promover o álbum foi anunciada no final de novembro de 2007, e iria se chamar KylieX2008. Os ingressos das primeiras oito datas divulgadas foram esgotados em menos de duas horas no começo de dezembro de 2007, quando foram colocados à venda. Além disso, foi a turnê mais cara da cantora, com a artista gastando 20 milhões de dólares para esta, sendo quatro vezes mais do que foi gasto na Showgirl: The Greatest Hits Tour, que custou 5 milhões de dólares. O repertório era composto por 28 músicas, sendo elas principalmente as contidas em X, bem como algumas canções não lançadas por Minogue e outras antigas. Os concertos foram divididos em oito segmentos: Xlectro Static, Cheer Squad, Beach Party, Xposed, Naughty Manga Girl, Starry Nights, Black Versus White e o bis. A digressão recebeu avaliações positivas dos avaliadores, que consideraram esta a melhor da cantora. KylieX2008 conseguiu ser bem sucedida comercialmente, arrecadando GBP 14 milhões somente na parte inglesa da turnê, de acordo com a Billboard Boxscore. Também foi gravado um registro da turnê, que recebeu o mesmo nome e foi lançada via DVD em 1º de dezembro de 2008. Mais tarde, foi lançada uma versão blu-ray, em 27 de julho de 2009.

## Lista de faixas
| N.º            | Título            | Compositor(es)                                                                                 | Produtor(es)               | Duração |  |
| 1.             | "2 Hearts"        | Jim Eliot, Mima Stilwell                                                                       | Kish Mauve                 | 2:51    |  |
| 2.             | "Like a Drug"     | Mich Hedin Hansen, Jonas Jeberg, Engelina Andrina, Adam Powers                                 | Cutfather, Jeberg          | 3:18    |  |
| 3.             | "In My Arms"      | Kylie Minogue, Calvin Harris, Richard "Biff" Stannard, Paul Harris, Julian Peake               | C. Harris, Stannard        | 3:32    |  |
| 4.             | "Speakerphone"    | Christian Karlsson, Pontus Winnberg, Henrik Jonback, Klas Åhlund                               | Bloodshy & Avant           | 3:54    |  |
| 5.             | "Sensitized"      | Guy Chambers, Cathy Dennis, Serge Gainsbourg                                                   | Chambers, Dennis           | 3:57    |  |
| 6.             | "Heart Beat Rock" | Minogue, Karen Poole, Harris, John Lipsey                                                      | C. Harris                  | 3:24    |  |
| 7.             | "The One"         | Minogue, Stannard, James Wiltshire, Russell Small, John Andersson, Johan Emmoth, Emma Holmgren | Stannard, Freemasons       | 4:05    |  |
| 8.             | "No More Rain"    | Minogue, Poole, Karlsson, Winnberg, Jonas Quant                                                | Greg Kurstin               | 4:02    |  |
| 9.             | "All I See"       | Jeberg, Hansen, Edwin Serrano, Raymond Calhoun                                                 | Cutfather, Jeberg          | 3:05    |  |
| 10.            | "Stars"           | Minogue, Stannard, P. Harris, Peake                                                            | Stannard, P. Harris, Peake | 3:41    |  |
| 11.            | "Wow"             | Minogue, Poole, Kurstin                                                                        | Kurstin                    | 3:10    |  |
| 12.            | "Nu-di-ty"        | Poole, Karlsson, Winnberg                                                                      | Bloodshy & Avant           | 3:04    |  |
| 13.            | "Cosmic"          | Minogue, Eg White                                                                              | White                      | 3:09    |  |
| Duração total: | Duração total:    | Duração total:                                                                                 | Duração total:             | 45:12   |  |

| Faixas bônus das edições digitais australiana e neozelandesa |                     |                                 |                   |         |  |
| N.º                                                          | Título              | Compositor(es)                  | Produtor(es)      | Duração |  |
| 14.                                                          | "Magnetic Electric" | Minogue, Poole, Kurstin         | Kurstin           | 3:16    |  |
| 15.                                                          | "White Diamond"     | Minogue, Babydaddy, Jake Shears | Babydaddy, Shears | 3:03    |  |

| Faixas bônus da edição digital europeia |                                                            |                                   |                            |         |  |
| N.º                                     | Título                                                     | Compositor(es)                    | Produtor(es)               | Duração |  |
| 14.                                     | "Heart Beat Rock" (Benny Blanco Remix) (com MC Spank Rock) | Minogue, Poole, C. Harris, Lipsey | C. Harris, Benny Blanco[A] | 3:13    |  |

| Faixas bônus da edição japonesa |                           |                                                |                            |         |  |
| N.º                             | Título                    | Compositor(es)                                 | Produtor(es)               | Duração |  |
| 14.                             | "King or Queen"           | Minogue, Poole, Kurstin                        | Kurstin                    | 2:39    |  |
| 15.                             | "I Don't Know What It is" | Minogue, Stannard, P. Harris, Peake, Rob Davis | Stannard, P. Harris, Peake | 3:18    |  |

| Faixas bônus da edição especial mexicana |                                  |                                                |                     |         |  |
| N.º                                      | Título                           | Compositor(es)                                 | Produtor(es)        | Duração |  |
| 14.                                      | "In My Arms" (com Aleks Syntek)  | Minogue, C. Harris, Stannard, P. Harris, Peake | C. Harris, Stannard | 3:40    |  |
| 15.                                      | "In My Arms" (Spitzer Dub Remix) | Minogue, C. Harris, Stannard, P. Harris, Peake | C. Harris, Stannard | 5:03    |  |
| 16.                                      | "Wow" (CSS Remix)                | Minogue, Poole, Kurstin                        | Kurstin             | 3:16    |  |
| 17.                                      | "Carried Away"                   | Minogue, Kurstin, Poole                        | Kurstin             | 3:17    |  |
| 18.                                      | "Cherry Bomb"                    | Minogue, Karlsson, Winnberg, Quant, Poole      | Bloodshy & Avant    | 4:17    |  |
| 19.                                      | "Do It Again"                    | Minogue, Kurstin, Poole                        | Kurstin             | 3:22    |  |

| Faixas bônus da edição chinesa e taiwanesa |                               |                                                |                     |         |  |
| N.º                                        | Título                        | Compositor(es)                                 | Produtor(es)        | Duração |  |
| 3.                                         | "In My Arms" (com Jolin Tsai) | Minogue, C. Harris, Stannard, P. Harris, Peake | C. Harris, Stannard | 3:32    |  |

| Faixa bônus da edição estadunidense |                        |                   |         |  |
| N.º                                 | Título                 | Produtor(es)      | Duração |  |
| 14.                                 | "All I See" (com Mims) | Cutfather, Jeberg | 3:51    |  |
| 15.                                 | "Carried Away"         | Kurstin           | 3:14    |  |

Notas
A  - denota remixadores
- Na edição estadunidense, "Carried Away" é uma faixa bônus presente apenas na edição em MP3 distribuída pela Amazon.[107]

## Créditos
Lista-se abaixo os profissionais envolvidos na elaboração de X:
| - Kylie Minogue: vocal principal, composição - Klas Åhlund: composição - Steve Anderson: piano, arranjos de cordas - Dave Bascombe: mixagem - Raymond Calhoun: composição - Guy Chambers: composição, teclados, produção - Cutfather: mixagem, produção - Seton Daunt: guitarra - Cathy Dennis: composição, produção, vocal de apoio - Jim Eliot: composição - Johan Emmoth: composição - Niklas Flyckt: mixagem - Serge Gainsbourg: composição - Dan Grech-Marguerat: engenharia - Mich Hedin Hansen: composição, percussão - Paul Harris: teclados, produção - Emma Holmgren: composição - Ash Howes: engenharia, mixagem, programação - Ben Jackson Group: engenharia assistente | - Jonas Jeberg: composição, engenharia, teclados, mixagem, produção, programação, arranjo vocal - Henrik Jonback: composição, baixo, violão - Greg Kurstin: composição, engenharia, mixagem, produção - Eddie Miller: engenharia - Matz Nilsson: mixagem - Julian Peake: baixo, composição, teclado, produção - Geoff Pesche: masterização - Karen Poole: composição, produção vocal, vocal de apoio - Adam Powers: composição, arranjo vocal - Jonas Quant: composição, programação - Tony Salter: engenharia - Russell Small: composição, percussão - Paul Stanborough: engenheiro, violão elétrico, programação - Richard "Biff" Stannard: composição - Eg White: composição, instrumentação, produção - Amanda Wilson: vocais de apoio - James Wiltshire: composição, teclado - Pontus Winnberg: composição |  |

## Desempenho nas tabelas musicais
De acordo com a rádio Undercover, X comercializou 16 mil unidades durante a semana de 3 de dezembro de 2007 na Austrália, país nativo de Minogue, debutando na primeira posição da ARIA Charts. O disco marcou o terceiro álbum que ficou na primeira posição na nação nativa de Minogue, também conseguindo ser o 49ª mais vendido de 2007 no país. Mais tarde, recebeu uma certificação de platina pela Australian Recording Industry Association, por exportar mais de 70 mil exemplares. Na França, X estreou na 19ª posição da tabela musical da região, entrando depois na 158ª posição como o mais vendido de 2008. Após somar vendas superiores a 50 mil unidades, a Syndicat National de l'Édition Phonographique acabou por certificar a obra como ouro; esta certificação também foi dada para o álbum na Rússia, Irlanda, Hungria, e Bélgica. Nos Estados Unidos, a obra entrou na 139ª posição da Billboard 200, com vendas superiores a 6 mil cópias na semana de lançamento no território, com a Reuters considerando o álbum um "fracasso de vendas".
No Reino Unido, X comercializou 82 mil cópias durante a sua semana de lançamento no Reino Unido, debutando na quarta posição da UK Albums Chart, ficando atrás de Leona Lewis, Shayne Ward e Westlife, que ficaram na primeira, segunda, e terceira posição, respectivamente. Nesse país, a obra foi certificada como disco de platina pelas 300 mil unidades faturadas. O disco também se posicionou no 40º posto da tabela japonesa Oricon. O álbum em um todo teve um considerável sucesso de gráficos em toda a Europa, alcançando a 9ª posição na Suíça; 16ª posição na Áustria e República Checa, 15ª posição na Alemanha, 20ª na Hungria e 14ª na Irlanda. Também teve as trinta melhores colocações na Bélgica, Espanha e Suécia, e as quarenta melhores na Dinamarca e Itália. A nível mundial, segundo o The Times, a obra registrou vendas de um milhão de unidades mundialmente até julho de 2008.
| Tabela musical (2007–08)                                      | Melhor posição |
| ------------------------------------------------------------- | -------------- |
| Áustria (Ö3 Austria Top 40)                                   | 16             |
| Alemanha (Media Control Charts)                               | 15             |
| Austrália (ARIA Charts)                                       | 1              |
| Bélgica (Ultratop 50 de Flandres)                             | 26             |
| Bélgica (Ultratop 40 da Valônia)                              | 23             |
| Dinamarca (Tracklisten)                                       | 34             |
| Espanha (Productores de Música de España)                     | 28             |
| Estados Unidos (Billboard 200)                                | 139            |
| Estados Unidos (Billboard Dance/Electronic Albums)            | 4              |
| França (SNEP)                                                 | 19             |
| Hungria (Magyar Hanglemezkiadók Szövetsége)                   | 20             |
| Irlanda (Irish Recorded Music Association)                    | 14             |
| Itália (Federazione Industria Musicale Italiana)              | 36             |
| Japão (Oricon)                                                | 40             |
| Nova Zelândia (Recording Industry Association of New Zealand) | 38             |
| Países Baixos (MegaCharts)                                    | 29             |
| Reino Unido (UK Albums Chart)                                 | 4              |
| Chéquia (Czech Albums Chart)                                  | 16             |
| Suécia (Sverigetopplistan)                                    | 28             |
| Suíça (Schweizer Hitparade)                                   | 9              |
| Taiwan (Taiwan International Albums Chart)                    | 1              |
| União Europeia (European Top 100 Albums)                      | 5              |

| Tabela musical (2007)                    | Posição |
| ---------------------------------------- | ------- |
| Austrália (ARIA Charts)                  | 49      |
| Tabela musical (2008)                    | Posição |
| Bélgica (Ultratop 40 da Valônia)         | 78      |
| França (SNEP)                            | 158     |
| União Europeia (European Top 100 Albums) | 64      |

| País (Empresa)    | Certificação |
| ----------------- | ------------ |
| Austrália (ARIA)  | Platina      |
| Bélgica (BEA)     | Ouro         |
| França (SNEP)     | Ouro         |
| Hungria (MAHASZ)  | Ouro         |
| Irlanda (IRMA)    | Ouro         |
| Reino Unido (BPI) | Platina      |
| Rússia (2M)       | Ouro         |

## Histórico de lançamento
| Região         | Data                    | Formato                      | Gravadora                       |
| -------------- | ----------------------- | ---------------------------- | ------------------------------- |
| Japão          | 21 de novembro de 2007  | CD, CD+DVD, download digital | EMI                             |
| Austrália      | 23 de novembro de 2007  | CD, CD+DVD, download digital | Festival Mushroom, Warner Bros. |
| França         | 23 de novembro de 2007  | CD, CD+DVD, download digital | EMI                             |
| Alemanha       | 23 de novembro de 2007  | CD, CD+DVD, download digital | EMI                             |
| Itália         | 23 de novembro de 2007  | CD, CD+DVD, download digital | EMI                             |
| Taiwan         | 23 de novembro de 2007  | CD, CD + DVD                 | EMI                             |
| Irlanda        | 23 de novembro de 2007  | Download digital             | Parlophone                      |
| Reino Unido    | 26 de novembro de 2007  | CD, CD+DVD, download digital | Parlophone                      |
| Canadá         | 27 de novembro de 2007  | CD                           | EMI                             |
| Suécia         | 28 de novembro de 2007  | CD, download digital         | EMI                             |
| Brasil         | 20 de fevereiro de 2008 | CD                           | EMI                             |
| Estados Unidos | 1º de abril de 2008     | CD, download digital         | Capitol, Astralwerks            |
| Taiwan         | 28 de novembro de 2008  | CD+DVD (edição de turnê)     | EMI                             |
| Austrália      | 29 de novembro de 2008  | 2-CD (edição de turnê)       | Warner                          |